# Herb gminy Borzęcin
Herb gminy Borzęcin – jeden z symboli gminy Borzęcin, ustanowiony 16 czerwca 2005.

## Wygląd i symbolika
Herb przedstawia na tarczy koloru błękitnego złoty pastorał (nawiązujący do biskupa Bodzętego, założyciela wsi), a po jego obu stronach dwie srebrne lilie z zielonymi wypustkami (godło z herbu Poraj, którym posługiwał się ten biskup).